# 一本松越
一本松越（いっぽんまつごえ）は、徳島県板野郡板野町黒谷と香川県東かがわ市川股の境界にある峠。標高約390m。

## 地理
板野郡板野町黒谷と香川県東かがわ市川股の境にある峠。峠道は現在は廃道のなっているが、昔は阿讃を結ぶ主要道であった。
旧引田町から行商人が魚を担いできたり、札所参りの人々がよく利用していた。上板町神宅の大谷の広域農道から柿畑の間を登っていくと、急に展望が開け、稜線上に天保12年銘のある地蔵尊が、徳島平野を見下ろすように建つ。途中で四国のみちと重なるが、峠近くは荒れている。峠名は、昔ここに目印となるような松の大木があったことにちなむ。